# Панино (Можайский район)
Панино — деревня в Можайском районе Московской области, в составе сельского поселения Замошинское. Численность постоянного населения по Всероссийской переписи 2010 года — 77 человек. До 2006 года Панино входило в состав Замошинского сельского округа.
Деревня расположена на западе района примерно в 9 км к югу от Уваровки, на правом берегу реки Протва, и левом берегу реки Протовка, которая впадает в Протву на восточной окраине Панино, высота над уровнем моря 218 м. Ближайшие населённые пункты — Вишенки на противоположном берегу реки, Горки на северо-востоке и Бурцево на северо-западе.